# Burgstall Markttriebendorf
Der Burgstall Markttriebendorf ist eine abgegangene mittelalterliche Höhenburg im Flurbereich „Burgstall“ südöstlich über Markttriebendorf, einem heutigen Gemeindeteil von Heilsbronn im Landkreis Ansbach in Bayern.

## Geschichte
Vermutlich gehörte die Burg zu einer Kette von Burgen der Staufer, die von 1138 bis 1254 das Heilige Römische Reich deutscher Nation regierten. Nach einer Sage war die Burg durch einen unterirdischen Gang mit der Cadolzburg verbunden. Tatsächlich besteht zwischen dem Burgstall, bei dem es sich auch um eine Turmhügelburg (Motte) gehandelt haben könnte, und der Cadolzburg Sichtverbindung was Signale als Rauch- oder Feuerzeichen ermöglichte.
Von der ehemaligen Burganlage, auf die der Flurname „Burgstall“ hinweist, zeugen nur noch geringe Mauerreste.